# شهرستان پوژارسکی
شهرستان پوژارسکی (به لاتین: Pozharsky District) یک شهرستان در روسیه است که در سرزمین پریمورسکی واقع شده‌است.